# Arturo Cerretani
Arturo Cerretani (n. 31 de octubre de 1907 en Buenos Aires - f. 27 de julio de 1986 en la misma ciudad) fue un guionista, periodista y escritor argentino.

## Biografía
Cerretani trabajó durante muchos años como crítico literario y teatral en el periódico "La Razón". Publicó variada obra literaria: cuentos, novelas y obras teatrales. Además, participó en la creación más de quince guiones de cine.
A los 28 años obtiene el Primer Premio Nacional de Teatro por la obra La mujer de un hombre, premio que le es retirado semanas después, por considerar la Iglesia que se trataba de una obra "inmoral". Decepcionado de no ser estrenado pese a los elogios recibidos, se dedica a la narración. A comienzos de la década de 1960 es galardonado con el Primer Premio Nacional de Literatura y en 1984 con el Premio Konex - Diploma al Mérito.
Alberto Blasi Brambilla, Rodolfo Giusti, Tununa Mercado y Noé Jitrik se han dedicado al estudio de su obra.
Falleció en Buenos Aires, en julio de 1986, a los 78 años de edad.

## Filmografía
Guionista
- La violencia (1968)
- El bruto (1962)
- Graciela (1956)
- Corazón fiel (1954)
- Martín Pescador (1951)
- El crimen de Oribe (1950)
- Chiruca (1945)
- Veinticuatro horas en la vida de una mujer (1944)
- La verdadera victoria (1944)
- Siete mujeres (1944)
- Medio millón por una mujer (1940)

Televisión
- Teleteatro para la hora del té (1956) Serie

## Obra
- 1930 - Celuloide(cuentos)
- 1932 - Triángulo Isósceles (cuentos)
- 1933 - Muerte del hijo (Novela)
- 1937 - El hombre despierto (cuentos)
- 1940 - La mujer de un hombre (teatro)
- 1944 - El bruto (Novela)
- 1955 - Confesión apócrifa (Novela)
- 1956 - La violencia (Novela)
- 1958 - La brasa en la boca (Novela)
- 1959 - El pretexto (Novela)
- 1960 - La puerta del bosque (Novela)
- 1960 - Retrato del inocente (Novela)
- 1965 - El deschave (Novela)
- 1967 - Un parque a la vuelta (Novela)
- 1974 - Matar a Titilo (cuentos)
- 1977 - Misterio de Beata Faragó (Novela)
- 1983 - Pequeña suite (cuentos)